# Asociación Internacional de los Trabajadores
Este artículo se refiere a la internacional de sindicatos actual. Para la organización histórica véase Primera Internacional.
La Asociación Internacional de los Trabajadores (AIT), en inglés International Worker's Association (IWA), es una organización internacional que une a sindicatos de diferentes países. La tendencia en que se encuadran las organizaciones integrantes pertenece al anarcosindicalismo o al sindicalismo revolucionario.
Entre el 25 de diciembre de 1922 y 2 de enero de 1923 diversos grupos anarcosindicalistas refundan en Berlín la AIT, de la cual trazan sus orígenes a la Primera Internacional (1864-1876) y consideran su continuidad. Su secretariado se encontraba hasta 2006 en Oslo, Noruega. En diciembre de 2006, fecha en la que se celebró en Mánchester, Inglaterra, el 23 Congreso de la organización entre los días 8, 9 y 10 se pasó el secretariado a Belgrado, en Serbia, hasta 2011.

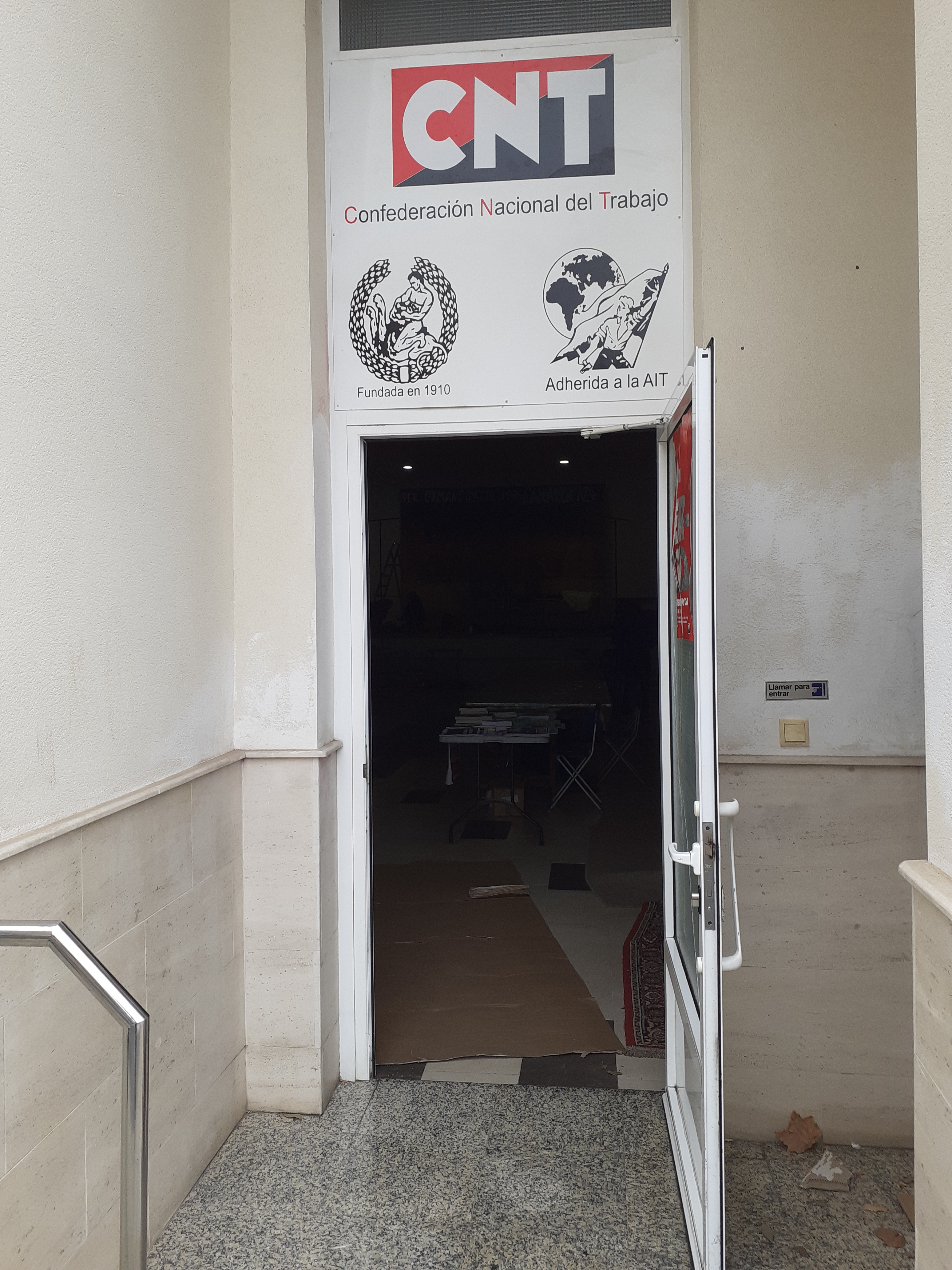
Sede de la CNT, adherida a la A.I.T. en Alcoy

En la AIT se utilizan para facilitar la comunicación entre las secciones tres idiomas: el inglés, el esperanto y el castellano.

## Historia
Fue constituida en Berlín en 1922 por diversos grupos anarcosindicalistas y sindicalistas revolucionarios que rechazaban el neutralismo sindical de la Carta de Amiens así como la dependencia de partidos políticos, tanto comunistas (Internacional Sindical Roja) como socialdemócratas (Federación Sindical Internacional).
La guerra de 1914-1918 había firmado la quiebra del internacionalismo socialdemócrata, y revelado las disensiones entre la izquierda gubernamental y la izquierda revolucionaria (el socialdemócrata Noske hizo así asesinar a los líderes de la Liga Espartaquista alemana, entre los que estaban Rosa Luxemburgo y Karl Liebknecht). La revolución rusa, que había representado una esperanza para el movimiento anarcosindicalista, decepcionó rápidamente. Pronto los anarcosindicalistas se dieron cuenta de que no debían esperar ninguna emancipación por parte de los bolcheviques.
La principal novedad programática de la AIT con respecto al movimiento sindical revolucionario anterior la Primera Guerra Mundial y a la revolución rusa, era la rotura definitiva con los partidos políticos, que ya no podían ser considerados como elementos que formaban parte del movimiento obrero como daba a entender la Carta de Amiens, sino que debían ser tratados como enemigos de los trabajadores.
Organizaciones poderosas con varias centenas de millares de miembros como la FORA Argentina, la USI en Italia, CGT en Portugal, IWW en Chile o, más conocida, la CNT española eran las principales organizaciones que constituían la AIT a principios del siglo XX.
La AIT también tuvo la particularidad de agrupar además de a organizaciones de masas, a grupos de propaganda anarcosindicalistas (como en los años 30, la Federación Anarquista Polaca, miembro de la AIT).
No obstante las secciones fueron laminadas por la represión ejercida por las dictaduras de toda clase (nazismo en Alemania, fascismo en Italia y en Portugal, franquismo en España, comunismo en Bulgaria y en los países del este o en Cuba, dictaduras militares en América Latina) perdiendo la pujanza de las primeras décadas del siglo XX. A pesar de ello, la muerte de la AIT, no se produjo. Consiguió sobrevivir durante las décadas terribles de la guerra fría, negándose a tomar partido por uno u otro de los beligerantes. Durante esa época, la AIT se vio muy mermada, con solo cinco secciones, dos de ellas (CNT y la sección Búlgara) en el exilio. 
En el congreso de 1980 se inició una gran mejora, con diez secciones y una reorganización de la CNT, que fue capaz de enviar delegados de España por primera vez desde 1930. También entraron las reforzadas USI y NSF noruega, junto con SF del Reino Unido, la WSA de EE. UU., la FAU alemana y la sección australiana. 
Esta renovación se acompaña de una clarificación en cuanto a sus fines perseguidos políticos e ideológicos. Así, en el controvertido congreso de Madrid en 1996, las tendencias sindicalistas "puras" fueron excluidas de la AIT (La tendencia vignoles de la Confederación nacional del trabajo (Francia) así como la tendencia romana del USI), por participación en las instituciones de colaboración de clase que reforzaban el Estado (elecciones sindicales). Ese mismo Congreso fue también el de la apertura al este, apenas algunos años después de la caída del Muro de Berlín, con la acogida de nuevas secciones checas, eslovacas y rusas.
En los años 2000, otras nuevas secciones entraron a formar parte de la AIT, la ASI Serbia y COB brasileña la cual fue la encargada de organizar el XXIV Congreso. Este último congreso estuvo marcado por la detención en Belgrado del secretario de la AIT, Ratibor Trivunac, junto con otros activistas de la ASI y anarquistas serbios. Así mismo, la ZSP fue admitida como sección de la AIT en Polonia.
A partir del congreso celebrado en 2013, la sección polaca ZSP asume la secretaría.
En 2016 hubo una crisis importante en la AIT que se saldó con la salida de  varias organizaciones anarcosindicalistas  (CNT-España, FAU, USI, FORA, IWW ) las cuales fundaron en 2018 la Confederación Internacional del Trabajo - International Confederation of Labour (CIT- ICL).
Del viernes 25 al domingo 27 de junio de 2021 tuvo lugar el Congreso Extraordinario y la Plenaria de la AIT. Debido a las restricciones de la pandemia de Covid-19, ambos comicios se organizaron por videoconferencia, y no presencialmente en Bratislava como se planeó inicialmente. La mayoría de las delegadas y las afiliadas de AIT (Secciones y Amigos) pudieron asistir. Tras el Congreso la organización reafirmó su implantación en Asia Pacífico, Europa y América.
Se incorporaron nuevas Secciones como ULET AIT (Colombia), WAS IAA (Austria), MK (Filipinas), WSF (Pakistán), MEM (India) y la organización Germinal de Chile, tras su fusión con organizaciones anarcosindicalistas de la región dio lugar a Solidaridad Obrera Chile.

## Secciones de la AIT
Se denominan secciones a los sindicatos estatales adheridos a la AIT. Solo puede haber una sección por estado. Actualmente, las secciones son las siguientes:
-  Australia: Anarcho-Syndicalist Federation (ASF)
-  Austria: Wiener ArbeiterInnen Syndikat
-  Brasil: Confederação Operária Brasileira
-  Bangladés: Anarcho-Syndicalist Federation
-  Colombia: Unión Libertaria Estudiantil y del Trabajo
-  Eslovaquia: Priama Akcia
-  España: Confederación Nacional del Trabajo (CNT-AIT)
-  Francia: Confédération Nationale du Travail
-  Indonesia: Persaudaraan Pekerja Anarko Sindikalis
-  Noruega: Norsk Syndikalistisk Forbund
-  Polonia: Związek Syndykalistów Polski
-  Reino Unido: Solidarity Federation
-  Rusia: Конфедерация революционных анархо-синдикалистов
-  Serbia y  Montenegro: Sindikalna konfederacija Anarho-sindikalistička inicijativa
-  Suecia: Örestad Lokala Samorganisation

Amigos de la AIT: 
-  Bulgaria: Aвтономен работнически синдикат
-  Chile: Solidaridad Obrera
-  India: Muktivadi Ekta Morcha
-  Estados Unidos: Workers Solidarity Alliance
-  Pakistán: Workers Solidarity Federation
-  Filipinas: Mapagpalayang Kapatiran

## Congresos internacionales
- 1.º Berlín, 25 de diciembre de 1922 al 2 de enero de 1923.
- 2.º Ámsterdam, 25 de marzo de 1925.
- 3.º Lieja, 27 al 29 de mayo de 1928.
- 4.º Madrid, 1 al 2 de junio de 1931.
- 5.º París, 24 al 31 de agosto de 1935.
- Congreso Extraordinario, París, 6 al 17 de diciembre de 1937.
- 6.º París, 29 de octubre al 7 de noviembre de 1938.
- 7.º Toulouse, 12 al 23 de mayo de 1951.
- 8.º Puteaux, julio de 1953.
- 9.º Marsella, julio de 1956.
- 10.º Toulouse, agosto de 1958.
- 11.º Burdeos, 2 al 24 de septiembre de 1961.
- 12.º Puteaux, noviembre-diciembre de 1963.
- 13.º Burdeos, 10 al 12 de noviembre de 1967.
- 14.º Montpellier, octubre de 1971.
- 15.º París, abril de 1976.
- 16.º París, abril de 1979.
- 17.º Madrid, 19 al 22 de abril de 1984.
- 18.º Burdeos, 1 al 3 de abril de 1988.
- 19.º Colonia, abril de 1992.
- 20.º Madrid, 6 al 8 de diciembre de 1996.
- 21.º Granada, diciembre de 2000.[7]
- 22.º Granada, del 3 al 6 de diciembre de 2004.[8]
- 23.º Mánchester, del 8 al 10 de diciembre de 2006.[9]
- 24.º Porto Alegre, del 4 al 6 de diciembre de 2009.[10]
- 25.º Valencia, del 6-8 de diciembre de 2013
- 26.º Varsovia, del 2 al 4 de diciembre de 2016
- 27.º Melbourne, del  28 al 30 de diciembre de 2019.
- 28.º Alcoy, del 6 al 10 de diciembre de 2022.